# 남정임
남정임(한국 한자: 南貞妊, 본명: 이민자, 한국 한자: 李珉子,  1945년 7월 21일 ~ 1992년 9월 2일)은 대한민국의 유명 영화 배우였다. 윤정희, 문희와 함께 1960년대 여자 배우 트로이카의 한 사람으로 유명하다. 

## 생애

### 활동
1964년 성신여자고등학교를 졸업하고 한양대학교 연극영화과에 입학하였다. 1965년 5월 KBS 5기 탤런트로 입사하였고, 그 해 11월에 연방영화사의 이광수 원작의 유정 공모전에서 여주인공 '남정임'역으로 영화계에 화려하게 데뷔하였다.역할명이 곧 예명이 된 셈.
1966년 데뷔작 '유정'이 흥행에 크게 성공하여, 순식간에 인기 배우가 되었다. 당시 대학생이 드물고 특히 여대생은 더더욱 드물던 시절이라, 여대생이라는 조건은 그녀의 인기에 상당한 플러스 요인이 되었으며 고은아, 문희와 함께 톱스타로 성장하게 된다. 영화계 데뷔 초에는 비슷한 시기에 데뷔한 고은아와 경쟁하였고[4] 이후 문희가 인기를 얻게 되고 뒤이어 윤정희가 데뷔하면서 본격적으로 '트로이카' 시대를 열게 된다. 트로이카 중 윤정희는 선역과 악역을 아우르는 만능미를 보여주고, 문희가 눈물연기를 중심으로 버림받는 여자를 연기하는 비련미를 주로 보여주었다면, 남정임은 예쁜 얼굴과 특유의 발랄함을 무기로 명랑미를 과시하였다. 데뷔 초 역할들을 보면 밝고 명랑한 역할들이 대부분이었다.
1971년에 재일교포 사업가와 결혼하였다. 당시 민주공화당의 당의장이었던 백남억 의원이 주례를 서려 했으나 불발하고 대신 모교인 한양대학교의 총장인 김연준 박사가 주례를 섰다. 당시 결혼식의 장면은 남정임의 은퇴작인 '첫 정'의 장면으로 쓸 예정이었다. 많은 연예인들이 하객으로 참여했는데, 신영균의 경우에는 뒤늦게 오던 중 수많은 인사들로 옷이 찢겨졌다고 한다. 그러나 남편의 사업 문제로 이혼 후 1976년 '나는 고백한다'로 복귀를 했으며 영화보다는 드라마를 위주로 출연했다. 그 중 하나가 한국 최초의 옴니버스 드라마라 불리는 '여고 동창생'. 복귀 이듬해에 애인(이후 결혼)의 폭행을 오빠의 폭행으로 바꾸려고 하다가 들통나고 사회적으로 지탄을 받게 되자 음독을 시도하는 등 시련이 있었고, 이 사건으로 인해 출연 정지를 받았다. 재판을 받는 와중에 연인과의 결혼을 발표하였으며 1978년에 재혼하면서 자연스럽게 영화계에서 은퇴했다. 이후 1989년 6월 유방암 판정을 받고 1992년 유방암으로 사망하였다. 죽기 전 자신의 일생을 다룬 영화를 찍고 싶어 했다고 한다.
중학생 시절 소풍을 갔다가 영화 촬영 중이던 김지미와 마주친 적이 있는데 이 때 중학생 남정임을 본 김지미는 “예쁘게 생겼다. 커서 배우가 되면 좋겠다.” 라며 칭찬했다
1966년 춘원 이광수 원작인 영화 '유정'의 주인공으로 스크린에 데뷔하여 데뷔하였으며 수전지대, 고원, 순정, 극동의 무적자, 꽃네, 까치 소리, 남자 미용사, 나는 고백한다, 행복한 이별, 결혼교실, 성녀와 마녀 등에 출연하였다.

### 은퇴
1971년 1월 11일 세종호텔의 해금강 홀에서 김연준 한양대학교 총장의 주례로 재일동포 임방광과 결혼하면서 은퇴했다. 당초에는 민주공화당 의장 서리인 백남억 박사의 주례로 결혼식을 올릴 예정이었으나 부득이한 사정으로 남정임의 모교인 한양대학교의 총장 김연준 박사로 주례가 바뀌게 됐다.
신랑 신부 뒤편에는 미리 마련한 라이트가 동원되어 남정임의 결혼과 함께 은퇴 기념 작품인 감독 장영국의 <첫 정> 예고편을 위한 촬영도 진행되었다.

### 복귀와 만년
1970년 감독 정인엽의 <결혼교실>에서 윤정희, 문희와 출연하여 화제가 됐던 그는 3년간의 짧은 결혼생활을 청산하고 이혼하였다. 이혼 뒤 다시 영화계에 복귀, <나는 고백한다>와 <웃음소리>, <외길가게 하소서> 등에 출연했다.
1989년 6월 유방암을 진단받고 외로운 투병생활 끝에 1992년 9월 2일 서울대학교 대학병원에서 48세의 나이로 세상을 떠났다. 250여 편의 영화에 출연했다.

## 학력
- 성신여자고등학교 (졸업)
- 한양대학교 예술체육대학 연극영화학과 (졸업)

## 출연 작품
- 1966년 《유정》
- 1966년 《초연》
- 1966년 《백발백중》
- 1966년 《살인 수첩》
- 1966년 《상궁 나인》
- 1966년 《셋방살이》
- 1966년 《순간은 영원히》
- 1966년 《악인시대》
- 1966년 《양반전》
- 1966년 《연애 탐정》
- 1966년 《오늘은 왕》 ... 재심 역
- 1966년 《워커힐에서 만납시다》
- 1966년 《일지매 필사의 검》
- 1966년 《학사 기생》
- 1966년 《허무한 마음》
- 1966년 《망향》
- 1967년 《까치 소리》
- 1967년 《막차로 온 손님들》
- 1967년 《가고파》
- 1967년 《계모》
- 1967년 《고발》
- 1967년 《공주님의 짝사랑》
- 1967년 《기적》
- 1967년 《길 잃은 철새》
- 1967년 《낭자 망나니》
- 1967년 《내일은 웃자》
- 1967년 《네 자매》
- 1967년 《단발머리》
- 1967년 《대괴수 용가리》
- 1967년 《돌무지》
- 1967년 《동심초》
- 1967년 《두 나그네》
- 1967년 《만선》
- 1967년 《문정왕후》
- 1967년 《미녀 만세》
- 1967년 《밀어》
- 1967년 《빙우》
- 1967년 《빙점》
- 1967년 《상감마마 미워요》
- 1967년 《새벽길》
- 1967년 《성난 송아지》
- 1967년 《안방 마님》
- 1967년 《어느 여배우의 고백》
- 1967년 《어명》
- 1967년 《엘레지의 여왕》
- 1967년 《여대생과 노신사》
- 1967년 《여대생 사장》
- 1967년 《역마》
- 1967년 《울려고 내가 왔나》
- 1967년 《인조반정》
- 1967년 《일월》
- 1967년 《일지매 삼검객》
- 1967년 《조용한 이별》
- 1967년 《청사초롱》
- 1967년 《초원의 연인들》
- 1967년 《총각 원님》
- 1967년 《칠부열녀》
- 1967년 《탈선》
- 1967년 《폭로》
- 1967년 《풍운의 검객》
- 1967년 《하와이의 연정》
- 1967년 《학사 며느리》
- 1967년 《치마바람》
- 1967년 《흙》 ... 유순 역
- 1968년 《수전지대》
- 1968년 《창공에 산다》
- 1968년 《미워하지 않겠다》
- 1968년 《강산에 꽃이 피네》
- 1968년 《괴담》
- 1968년 《그대 이름은》
- 1968년 《나그네 검객 황금 108관》
- 1968년 《남》
- 1968년 《남자 미용사》
- 1968년 《남자 식모》
- 1968년 《남정임 여군에 가다》
- 1968년 《낮과 밤》
- 1968년 《다시 만날 때까지》
- 1968년 《로맨스 마마》
- 1968년 《목가》
- 1968년 《못다한 사랑》
- 1968년 《몽녀》
- 1968년 《밀명》
- 1968년 《바람 같은 사나이》
- 1968년 《방랑대군》
- 1968년 《방울대감》
- 1968년 《백야》
- 1968년 《분녀》
- 1968년 《사랑했는데》
- 1968년 《사직골 구서방》
- 1968년 《삼현육각》
- 1968년 《순덕이》
- 1968년 《심야의 비명》
- 1968년 《심판》
- 1968년 《악마의 초대》
- 1968년 《언니의 일기》
- 1968년 《에밀레종》
- 1968년 《오월생》
- 1968년 《5인의 자객》
- 1968년 《외출》
- 1968년 《요화 장희빈》 ... 장희빈 역
- 1968년 《유랑의 검호》
- 1968년 《이상의 날개》
- 1968년 《이수》
- 1968년 《전설따라 삼천리》
- 1968년 《정부 마농》
- 1968년 《처녀의 조건》
- 1968년 《천하호걸 김선달》
- 1968년 《청춘 고백》
- 1968년 《출세가도》
- 1968년 《팔푼 며느리》
- 1968년 《풍랑객》
- 1968년 《풍운 - 임란야화》
- 1968년 《허공에 진 청춘》
- 1968년 《화산댁》
- 1968년 《여자의 일생》
- 1969년 《이조 여인 잔혹사》 ... 소연 역
- 1969년 《개구쟁이 도련님》
- 1969년 《검은 비상선》
- 1969년 《고원》
- 1969년 《꽃네》 ... 명옥이 역
- 1969년 《내 생애 단 한번만》
- 1969년 《내일은 죽을지라도》
- 1969년 《당신의 뜻이라면》
- 1969년 《돌아온 선창》
- 1969년 《마지막 왼손잡이》
- 1969년 《마지막 편지》
- 1969년 《막동이 신혼 십개월》
- 1969년 《만고강산》
- 1969년 《못잊어》
- 1969년 《물망초》
- 1969년 《바람》
- 1969년 《봄 봄》
- 1969년 《부각하》
- 1969년 《부인 행차》
- 1969년 《사나이 중 사나이》
- 1969년 《산에 가야 범을 잡지》
- 1969년 《새색시》
- 1969년 《상하이 블루스》
- 1969년 《성녀와 마녀》
- 1969년 《시발점》
- 1969년 《식모 삼형제》
- 1969년 《심야의 난입자》
- 1969년 《심야의 대결》
- 1969년 《십오야》
- 1969년 《아무리 미워도》
- 1969년 《야성녀》
- 1969년 《어느 지붕 밑에서》 ... 미옥 역
- 1969년 《억울하면 출세하라》
- 1969년 《여성상위시대》
- 1969년 《오공녀의 한》
- 1969년 《육군 김일병》
- 1969년 《이대로 간다해도》
- 1969년 《잘못 보셨다구》
- 1969년 《잠바 Q》
- 1969년 《장마루촌의 이발사》
- 1969년 《젊은 여인들》
- 1969년 《젊은이의 태양》
- 1969년 《제7의 사나이》
- 1969년 《죽어도 좋아》
- 1969년 《지금은 죽을 때가 아니다》
- 1969년 《초심》
- 1969년 《추격자》
- 1969년 《춘원 이광수》
- 1969년 《투명인간》
- 1969년 《필살의 검》
- 1969년 《후취댁》
- 1969년 《흑장미 성의 미녀》
- 1970년 《결혼 교실》
- 1970년 《굿바이 동경》
- 1970년 《그림자》
- 1970년 《극동의 무적자》
- 1970년 《남자는 괴로워》
- 1970년 《내일 있는 우정》
- 1970년 《너는 인정사정 보지 마라》
- 1970년 《팔도 여군》
- 1970년 《동경 무정가》
- 1970년 《동경의 밤하늘》
- 1970년 《뒷골목 5번지》
- 1970년 《마님》
- 1970년 《미행자》
- 1970년 《분노》
- 1970년 《사랑하는 마리아》
- 1970년 《석양의 불청객》
- 1970년 《설원의 정》
- 1970년 《안개 속의 탈출》
- 1970년 《암흑가의 25시》
- 1970년 《애꾸눈 박》
- 1970년 《엄마 아빠 오래 사세요》
- 1970년 《왜 여자만이 울어야 하나》
- 1970년 《울기는 왜 울어》
- 1970년 《위험한 남편》
- 1970년 《의리에 산다》
- 1970년 《의리의 사나이 돌쇠》
- 1970년 《쾌남아》
- 1970년 《팔도 검객》
- 1970년 《항구 무정》
- 1970년 《7인의 숙녀》
- 1971년 《당신과 나 사이에》
- 1971년 《떡국》
- 1971년 《행복한 이별》
- 1971년 《첫정》
- 1971년 《외로운 산까치》
- 1971년 《암흑가의 공포》
- 1971년 《한 많은 두 여인》
- 1971년 《개구쟁이 도련님》
- 1971년 《검은 장갑을 껴라》
- 1971년 《국제 암살단》
- 1971년 《꼬마 사장과 여비서》
- 1971년 《용칠이 형님》
- 1971년 《황혼의 제3부두》
- 1972년 《어머니》
- 1976년 《나는 고백한다》
- 1978년 《웃음소리》
- 1989년 《잘 돼 갑니다》

## 에피소드
임방광과의 결혼식 때 식장에는 약 1천여 명의 하객들이 몰렸는데, 고은아, 윤정희, 방성자, 태현실, 전양자, 신영균 등도 방문하였다. 신영균은 늦게 식장에 들어오다가 식장 밖에 몰려든 인파들로 인해 양복이 찢겨 되돌아가기도 했다.
임방광과 이혼하고 1977년 학원 이사장 출신인 노승주와 결혼하였다. 노승주는 남정임과 결혼하기 전 말다툼 끝에 남정임을 칼로 찔러 구속되기도 하였으나 이후 결혼을 발표하고 결혼에 이르렀다. 노승주는 후에 대한도시가스 대표이사를 역임했다.
1969년 아카데미극장에서 개봉된 영화 "내 생애 한 번만"이라는 영화에서 주연으로 가수 조영남과 함께 출연하여 키스 신을 찍었다고 한다.

## 수상
- 1966년 제13회 아시아태평양영화제 신인상 《유정》
- 1966년 제4회 청룡영화상 신인여우상 《유정》
- 1967년 제3회 백상예술대상 신인상
- 1967년 제5회 청룡영화상 인기여우상
- 1969년 제6회 청룡영화상 여우주연상 《분녀》
- 1969년 제6회 청룡영화상 인기여우상
- 1970년 제7회 청룡영화상 인기여우상

## 같이 보기
- 문희
- 윤정희
- 신성일
- 이민자